# Musette

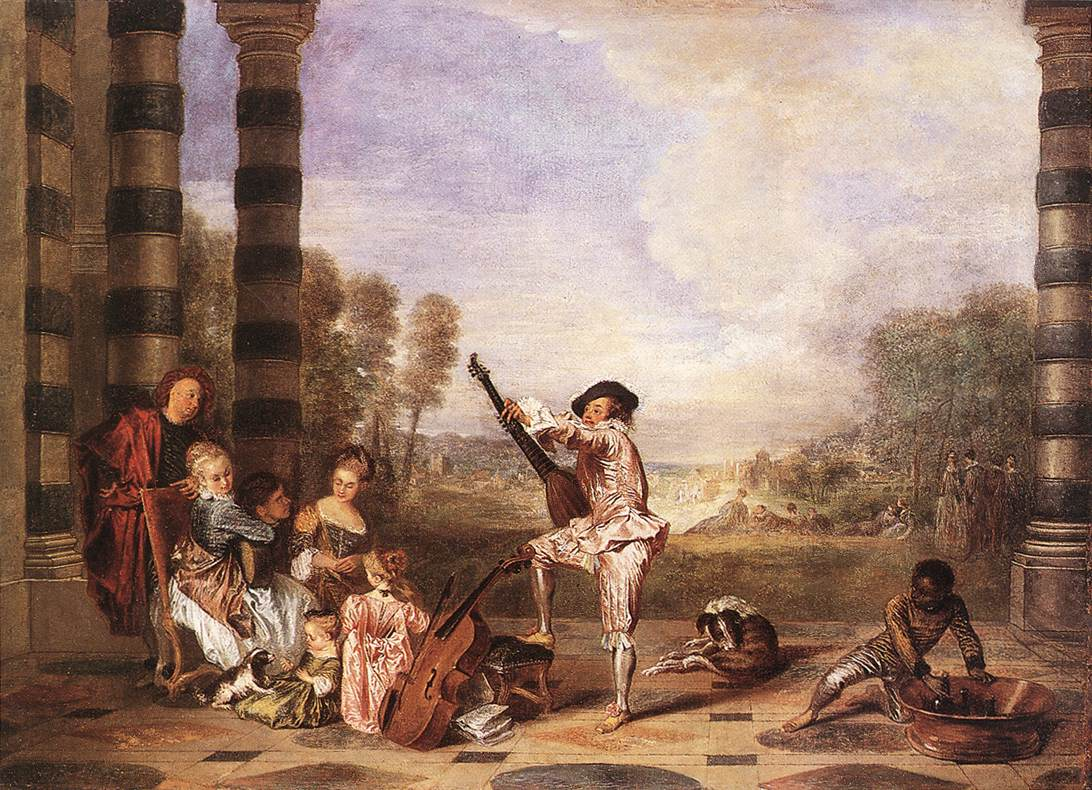
Antoine Watteau

Musette (en música) es una de las muchas piezas básicas que componen una suite. El término mussette se aplica a un instrumento de la familia de la gaita; a un pequeño oboe sin llaves, normalmente en G; y a una danza. 
Musette es una pieza danzable pseudopastoril del siglo XVIII. Se refiere a un aire en compás de 2/4, 3/4 o 6/8, con un tempo moderado y con un carácter suave y sencillo, lo cual se corresponde con el instrumento del que toma su nombre: musette o cornamusa. Así, la musette generalmente tiene un bajo pedal que responde al nombre de bordón -que imita al instrumento homónimo-, mientras que en la parte superior abundan los pasajes rápidos, plagados de notas de adorno como las apoyaturas o las acciaccaturas. Estas piezas se bailaban en los ballets franceses de comienzos del siglo XVIII. 
Este tipo de aires fue adaptado a danzas pastoriles, también llamadas musettes, las cuales fueron del gusto de Luis XIV y Luis XV. Esto se puede observar en las pinturas de Antoine Watteu y otros pintores de su mismo estilo.
También se refiere a un estilo musical predominante en París, donde el acordeón era el instrumento principal. Con el paso del tiempo, el estilo musette se convirtió en una forma de vida y aún en la actualidad es común relacionar este tipo de "música urbana" con el París moderno.

## Obras
De entre las musettes más conocidas, merecen ser destacadas las de “Callirhoé” y “Nina”, óperas de Destouches y Dalayrac. Ellas se encuentran en las Suites inglesas de Bach N.º 3 y N.º 6, y en el Gran Concierto N.º 6 de Händel. Bartók escribió varias piezas en esta tradición como "Gaita", del Mikrokosmos y "Dudas", de la Petite Suite. Schönberg incluyó una musette en su Suite para piano op 25. 
En la suite se ponía el nombre de musette como subtítulo en las segundas danzas, Gavota II, Minueto II, construidas sobre una nota pedal en el bajo.